# Personaje secundare din Casa Cercetașilor
Acest articol se referă la personajele fictive cu un rol minor din seria de romane Harry Potter creată de scriitoarea britanică J.K. Rowling, care fac parte din Casa Cercetașilor din cadrul școlii de magie, farmece și vrăjitorie Hogwarts.

## Seamus Finnigan
El este un baiat simplu, putin stangaci, cu ochi caprui,o fata de un gen comic care statea in camera baietilor alaturi de Harry,Dean si Neville.In anul V el se cearta cu Harry pentru ca el nu crede in intoarcerea lui Cap-De-Mort. Pana la urma acestia se impaca.

## Parvati Patil
Parvati Patil este un personaj fictiv din seria Harry Potter de J.K. Rowling interpretata de actrita Shefali Chowdhury.
Este o asiatica cu par negru, ochi caprui si nu prea inalta. Este sora mai mare a lui Padma Patil si cea mai buna prietena a lui Lavender Brown. Este innebunita de Previziuni despre Viitor (inainte sa devina profesor centaurul Firenze) si crede orice vorba scoasa de Sybill Trelawney. Era o foarte buna prietena cu Hermione, inainte ca aceasta sa renunte la Previziuni despre Viitor si sa o faca pe profesoara Sybill Trelawney in fel si chip.

## Romilda Vane
In anul VI a lui Harry la Hogwarts , aceasta s-a indragostit de el. In incercarea de a-i da lui Harry o potiune de dragoste, a pus-o intr-o cutie de Ceaune de Ciocolata, aceasta ajungand din pacate la Ron, care s-a indragostit de ea. Harry l-a dus pe Ron in biroul proferorului Shlurgon pt a-i da un antidot. Dupa vindecare acestia au baut cate un pahar de mied in care era otrava si din pacate Ron a fost otravit, dar Harry si Shlurgon nu au patit nimic.

## Alte personaje
Printre alte personaje se mai numara si Ginny Weasley,o fata roscata cu un an mai mica ca si Harry si Ron,fratele sau.